# Xosrov
Xosrov è un comune dell'Azerbaigian situato nel distretto di Ağdaş. Conta una popolazione di 1 783 abitanti.